# Ethen
Ethen er en farveløs gasart med formlen C2H4 (dvs. H2C=CH2), der blandt andet findes i lysgas. Ethene er stoffets internationale systematiske navn (IUPAC) (engelsk ethylene), mens stoffet ifølge Retskrivningsordbogen skal staves (æten eller) ætylen. Den uofficielle stavemåde ethylen ses også anvendt.
Ethen er den simpleste alken.
Ethen findes i planter og er det stof, der medvirker til, at plantens frugt modnes, at blomster springer ud, og deres blade falder af.[kilde mangler]
Ethen er brandbart.  